# Martin Stadelmaier

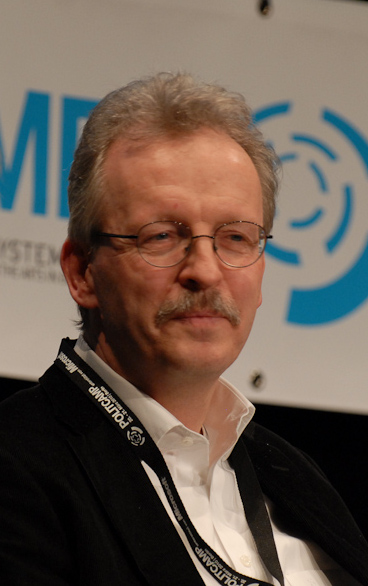
Martin Stadelmaier

Martin Stadelmaier (* 25. September 1958 in Bonn) ist ein deutscher Politiker (SPD). Er war von 2003 bis 2013 Staatssekretär und Chef der Staatskanzlei von Rheinland-Pfalz.

## Ausbildung und Beruf
Nach dem Abitur 1977 studierte Stadelmaier in Bonn, Köln und Madrid Spanisch und Geschichte und schloss 1985 mit dem Staatsexamen ab. Nach Ableistung seines Zivildienstes arbeitete er zunächst von 1987 bis 1991 beim SPD-Parteivorstand, unter anderem als Sekretär der Historischen Kommission.
Danach wechselte er bis 2013 in die rheinland-pfälzische Staatskanzlei, deren Chef er schließlich fast zehn Jahre wurde. Zeitgleich mit dem bisherigen Regierungschef, Ministerpräsident Kurt Beck, legte er sein Amt nieder und trat in den einstweiligen Ruhestand.
Von 2014 bis 2020 war er Leiter des Berliner Büros des Deutschen Lotto- und Totoblocks (DLTB). Seine Nachfolgerin wurde ab 1. April 2020 Ulrike Hiller.

## Familie
Martin Stadelmaier ist verheiratet und hat einen Sohn.

## Politik

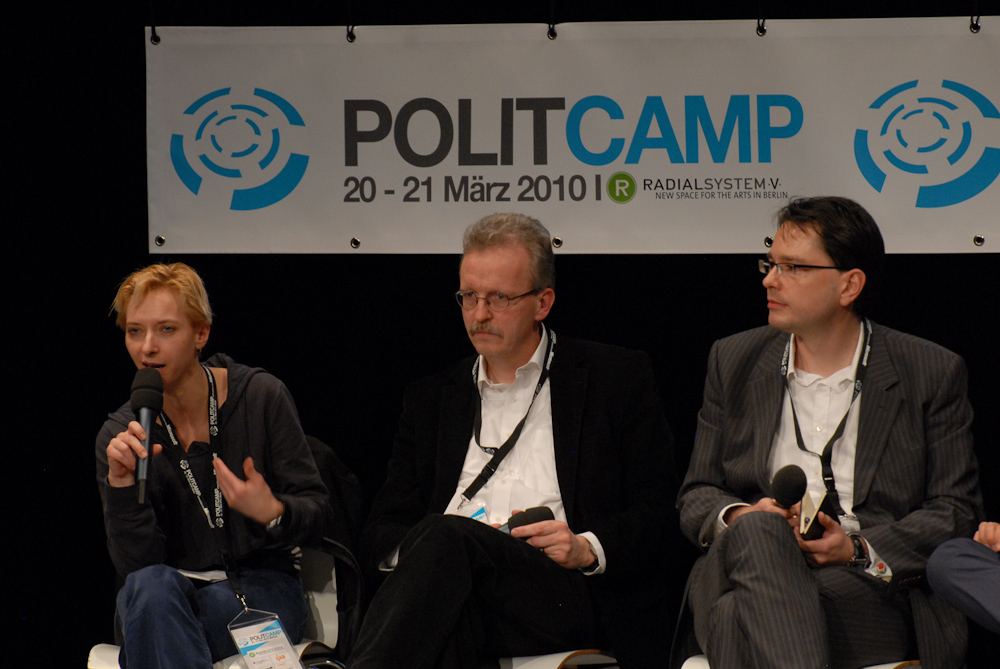
Halina Wawzyniak, Martin Stadelmaier, PolitCamp 2010

Stadelmaier ist Mitglied der SPD. 1991 trat er bei der rheinland-pfälzischen Staatskanzlei eine Stelle als Referatsleiter an. Ab 1994 arbeitete er, zunächst in Bonn, später in Berlin als Ständiger Vertreter des Bevollmächtigten des Landes Rheinland-Pfalz beim Bund und für Europa. Am 1. Juli 2003 berief ihn Ministerpräsident Kurt Beck im Rang eines Staatssekretärs als Chef der Staatskanzlei in sein Kabinett.
Als Leiter der Staatskanzlei Rheinland-Pfalz war Stadelmaier zudem Koordinator der Medienpolitik der Länder. In dieser Eigenschaft hat er sich unter anderem auch für die umstrittene GEZ-Abgabe durch alle Mobiltelefon- und PC-Besitzer eingesetzt. Mit Wirkung zum 1. Januar 2013 wurde die Rundfunkfinanzierung vom bisherigen Gebühren- auf das neue Beitragsmodell umgestellt.
Mit dem Rücktritt von Kurt Beck schied auch Martin Stadelmaier am 16. Januar 2013 aus dem Amt als Staatssekretär und Chef der Staatskanzlei aus. Seine Nachfolgerin wurde Jacqueline Kraege.

## Weitere Aufgaben und Mitgliedschaften
Stadelmaier gehörte von 2004 bis 2016 dem ZDF-Fernsehrat an, und von 2017 bis 2022 dem ZDF-Verwaltungsrat.